# Вартманнсрот
Вартманнсрот (нім. Wartmannsroth) — громада в Німеччині, розташована в землі Баварія. Підпорядковується адміністративному округу Нижня Франконія. Входить до складу району Бад-Кіссінген.
Площа — 53,45 км2. Населення становить 2104 ос. (станом на 31 грудня 2020).